# 東漢相國、丞相列表
《後漢書·孝獻帝紀第九》：「（中平六年）十一月癸酉，董卓自為相國。」又言：「（建安十三年）夏六月，罷三公官，置丞相、御史大夫。」今據《後漢書》諸《帝紀》作此表，在位年數不足一年者，按一年計算。

## 相國
《後漢書·孝獻帝紀第九》載：「（中平六年）十一月癸酉，董卓自為相國。」
| 序次                    | 爵位 | 姓名 | 在位年數 | 在位時間     | 皇帝   |
| 東漢相國（25年－220年） |      |      |          |              |        |
| 1                       | 郿侯 | 董卓 | 3年      | 189年－192年 | 漢獻帝 |

## 丞相
《後漢書·孝獻帝紀第九》載：「（建安十三年六月）癸巳，曹操自為丞相。」
| 序次                    | 爵位      | 姓名 | 在位年數 | 在位時間     | 皇帝   |
| 東漢丞相（25年－220年） |           |      |          |              |        |
| 1                       | 魏公→魏王 | 曹操 | 12年     | 208年－220年 | 漢獻帝 |
| 2                       | 魏王      | 曹丕 | 1年      | 220年        | 漢獻帝 |

### 附：藩国魏國
《三國志·魏書·武帝紀》載：「（建安二十一年）八月，以大理鍾繇為相國。」
| 序次                       | 爵位     | 姓名 | 在位年數 | 在位時間     | 魏王 |
| 漢魏國國相（213年－220年） |          |      |          |              |      |
| 1                          | 定陵成侯 | 鍾繇 | 3年      | 216年－219年 | 曹操 |
| 2                          | 博平敬侯 | 華歆 | 1年      | 220年        | 曹丕 |
| 220年改官司徒，260年復置。 |          |      |          |              |      |